# 安阳乡 (张掖市)
安阳乡，是中华人民共和国甘肃省张掖市甘州区下辖的一个乡镇级行政单位。

## 行政区划
安阳乡下辖以下地区：
苗家堡村、明家城村、毛家寺村、帖家城村、郎家城村、贺家城村、王阜庄村、五一村、高寺儿村和金王庄村。